# Colegiada de Santa Maria de Sar
A Colegiada de Santa Maria a Real do Sar (em galego: Colexiata de Santa María do Sar) é uma igreja românica com uma casa de cónegos anexa situada à beira do rio Sar, nas imediações da cidade de Santiago de Compostela, Galiza, Espanha. Originalmente foi um mosteiro da Ordem de Santo Agostinho.

## História e decrição
O mosteiro foi fundado por Munio Afonso, bispo demissionário de Mondoñedo e antigo claborador do arcebispo de Santiago Diego Gelmires. Quando Munio morreu em 1136, Gelmires continuou a obra. A construção foi lenta e complicada, e precisou de importantes modificações e reconstruções nos séculos XVI, XVIII e XX. Começou pela cabeceira, ao mesmo tempo que se trabalhava nos muros do perímetro. A igreja tem três naves e três absides. É coberta com uma abóbada de canhão. A caraterística mais notável do edifício, que o torna único entre todos os congéneres da Galiza, é a inclinação fortuita e pronunciada das suas paredes e pilares.
Paralelamente à parede sul da igreja conserva-se parte do claustro medieval, obra da oficina do Mestre Mateus e um belo exemplo importante do românico compostelano do tempo do arcebispo Xoán Arias. Na igreja e no claustro conserva-se uma importante coleção de sarcófagos, dos quais o mais antigo é o do arcebispo Bernardo que, retirado em Sar, morreu em 1240.
A função do cenóbio era a de servir de local para onde os velhos cónegos pudessem retirrar-se, e para isso foram concedidos privilégios generosos  e doações que fizeram com qua a instituição funcionasse até ao século XVII; a partir daí iniciou-se um lento processo de declínio que levou a que o edifício fosse transformado numa igreja paroquial em 1867.
Atualmente no seu interior funciona o Museu de Arte Sacra de Santa Maria a Real de Sar, ou Museu Paroquial, cujas coleções testemunham a vida da comunidade monástica ao longo do tempo.